# Екил
Екил (фр. Esquiule) насеље је и општина у југозападној Француској у региону Аквитанија, у департману Атлантски Пиринеји која припада префектури Олорон Сен Мари.
По подацима из 2011. године у општини је живело 537 становника, а густина насељености је износила 18,79 становника/km². Општина се простире на површини од 28,58 km². Налази се на средњој надморској висини од 198 метара (максималној 661 m, а минималној 190 m).

## Демографија
| 1962. | 1968. | 1975. | 1982. | 1990. | 1999. | 2011. |
| ----- | ----- | ----- | ----- | ----- | ----- | ----- |
| 617   | 538   | 497   | 474   | 523   | 500   | 537   |

График промене броја становника у току последњих година